# 1 Dywizja Piechoty Legionów
1 Dywizja Piechoty Legionów Józefa Piłsudskiego (1 DP Leg.) – wielka jednostka piechoty Wojska Polskiego II RP.
W czasie kampanii wrześniowej dywizja walczyła w składzie Grupy Operacyjnej „Wyszków” od 5 września pod Pułtuskiem, w dniach 8 do 9 września pod Wyszkowem, a 12 września pod Kałuszynem. W kolejnych walkach – pod Seroczynem, Wodyniami i Oleśnicą poniosła duże straty. Uzupełniona pododdziałami 3 DP Leg.  brała udział w walkach pod Tarnawatką i pod Krasnobrodem.

## Formowanie dywizji
1 Dywizja Piechoty Legionów utworzona została rozkazem nr 79 Naczelnego Dowództwa z 21 lutego 1919 z pierwotną nazwą 2 Dywizja Piechoty Legionów. Dowództwo nad nią objął gen. Edward Śmigły-Rydz. Faktycznym organizatorem dywizji był ppłk Michał Karaszewicz-Tokarzewski. W skład nowo formowanej dywizji weszły:
- I Brygada Piechoty w składzie: 1., 5., 6 pp Leg.
- I Brygada Artylerii w składzie 9. i 12 pułk artylerii polowej
- 1 batalion saperów
- szwadron kawalerii przydzielony z 7 puł
- tabor amunicyjny i żywnościowy (9 kolumn po 55 wozów konnych każda)
- dwa szpitale polowe
- szpital dla koni

Przy formowaniu pułków „Legionów” starano się zachować dawne przydziały „legionowe”. Do służby w dywizji zgłaszali się też członkowie Polskiej Organizacji Wojskowej i patriotycznie nastawiona młodzież.
W marcu 1919 do Komorowa przybył z frontu ukraińskiego 5 pp Leg, a dywizja otrzymała pierwsze transporty rekrutów z przeprowadzanego wówczas poboru rocznika 1898. Rozpoczęto szkolenie według 6-tygodniowego programu.
Rozkazem MSWojsk. nr 1921 z 23 maja 1919 przemianowano dywizję gen. Śmigłego-Rydza na 1 Dywizję Piechoty Legionów. W czerwcu z połączenia krakowskiego pułku artylerii polowej i 12 pułku artylerii polowej powstał 1 pułk artylerii polowej Legionów, który wszedł w skład 1 DP Leg.

## Dywizja w walce o granice

### Działania na Wileńszczyźnie
Walki o Wilno

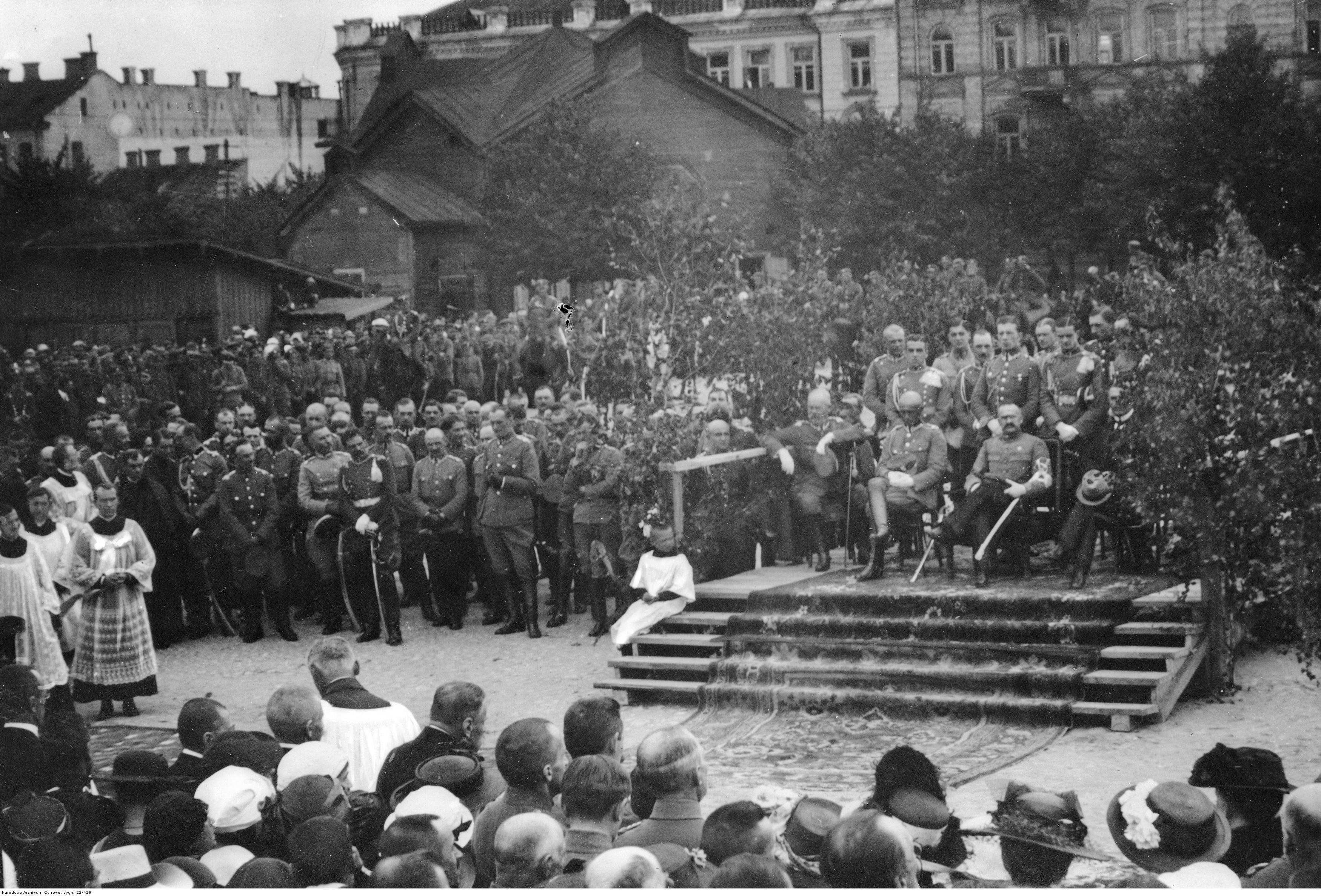
Naczelnik Państwa Józef Piłsudski w Wilnie po zajęciu miasta przez Wojsko Polskie; kwiecień 1919

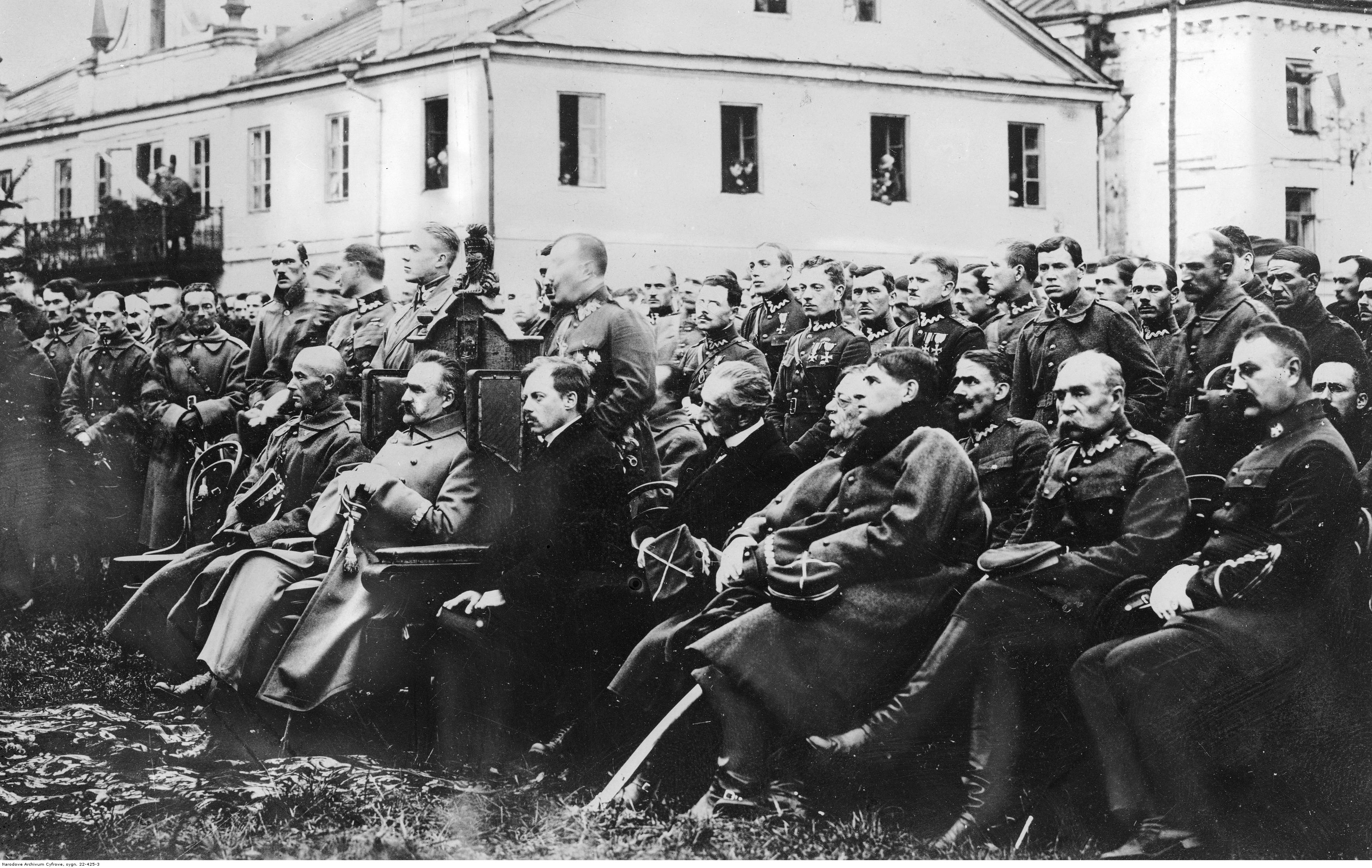
Wizytacja Frontu litewsko-białoruskiego przez Józefa Piłsudskiego; msza polowa Grodno, 1 czerwca 1919

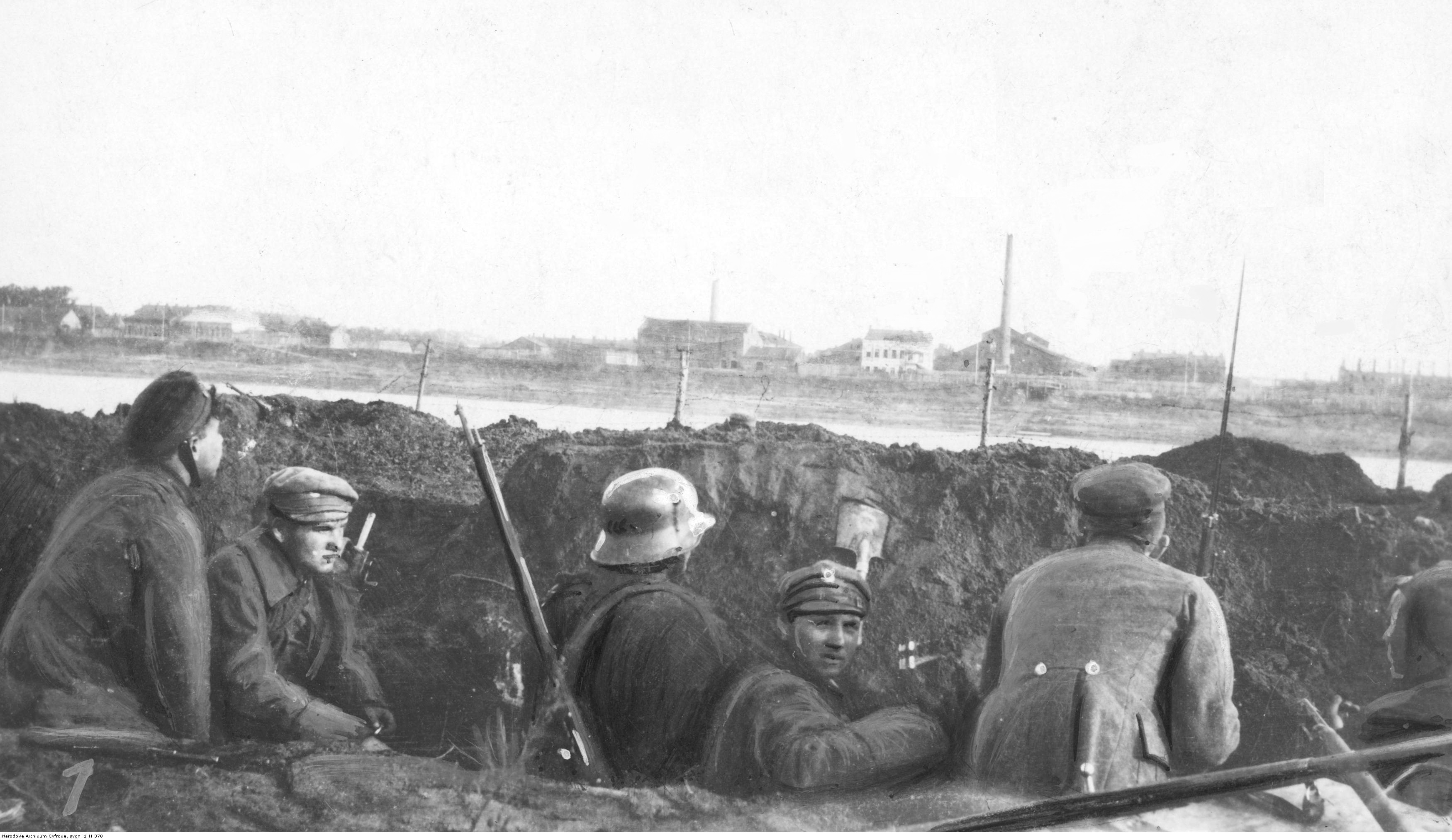
Żołnierze polscy w okopach nad Dźwiną; październik 1919

W związku z planowaną ofensywą na Wilno, oddziały dywizji nie dokończyły szkolenia. Opracowany plan działania zakładał opanowanie Lidy i błyskawiczny rajd na Wilno siłami jazdy, która miała zająć miasto przez zaskoczenie i utrzymać je do nadejścia piechoty. 16 kwietnia, w ślad za grupą kawalerii ppłk. Władysława Beliny-Prażmowskiego, ruszyła 2 Dywizja Piechoty Legionów gen. Śmigłego-Rydza w kierunku na Lidę. Na czele szedł oddział wydzielony ppłk. Stefana Dąba-Biernackiego w składzie dwa bataliony 5 pp Leg. i batalion 6 pp Leg. Lidę zdobyto 17 kwietnia.
19 kwietnia do pociągu towarowego załadowano III batalion 1 pp Leg. kpt. Władysława Langnera i skierowano go do Wilna. Po przybyciu do miasta batalion zabezpieczył dworzec kolejowy i wysłał kilka transportów po pozostałe oddziały dywizji. Nocą z 20 na 21 kwietnia osiągnęły Wilno siły główne dywizji. Piechota zluzowała kawalerię ppłk. Beliny i o świcie uderzyła na przeciwnika. W każdym etapie natarcia z piechurami współdziałali samorzutnie chwytający za broń cywile.
Do wieczora opanowano całe miasto. Rozbito brygadę „litewskiej" dywizji Armii Czerwonej oraz pułki „wileński" i „lubelski" Zachodniej Dywizji Strzelców.
Do niewoli dostało się 2000 jeńców, zdobyto broń i inny sprzęt wojskowy.
Na przełomie kwietnia i maja Sowieci podjęli próbę odzyskania Wilna. U jego bram stanęło około 14–15 000 czerwonoarmistów wyposażonych w 36 dział i 210 ciężkich karabinów maszynowych. Uderzenie nastąpiło z trzech kierunków: z Szyrwint, z Przedbrodzia i z Oszmiany.
Wilna broniła 2 DP Leg gen. Śmigłego-Rydza, wzmocniona Suwalskim pułkiem strzelców. Zgrupowanie obronne liczyło około 11 000 żołnierzy i 30 dział. Polska obrona okazała się na tyle skuteczna, że żadne z sowieckich zgrupowań nie osiągnęło powodzenia.
Przez całą wiosnę i lato, już jako 1 Dywizja Piechoty Legionów, dywizja walczyła na Wileńszczyźnie i Białorusi.
21 sierpnia oddziały dywizji stoczyły zacięty bój o stację Ziabki na linii kolejowej Mołodeczno–Połock.
Podczas działań zaczepnych prowadzonych w kierunku Dyneburga grupa płk. Dąba-Biernackiego otrzymała zadanie wyjścia na linię rzeki Sasza. Dowódca grupy postanowił obejść lewe skrzydło przeciwnika skrajem bagien Berezyny i opanować Ziabki. W ciągu doby grupa wykonała przeszło 60 kilometrowy marsz. Ostatnie kilka kilometrów żołnierze pokonali półbiegiem, aby nie dopuścić do zorganizowanego wycofania się przeciwnika. Jednak straty marszowe były dość znaczne.
22 sierpnia gen. Dąb-Biernacki miał pod Ziabkami do dyspozycji tylko 4 kompanie z 3 działami. Jednak czynnik zaskoczenia spowodował, że te niewielkie siły opanowały stację kolejową i przy stratach własnych 4 rannych wzięto do niewoli 550 jeńców, zdobyto dwa pociągi pancerne, 7 dział i kilkadziesiąt wagonów wyładowanych sprzętem.
Działania nad Dźwiną

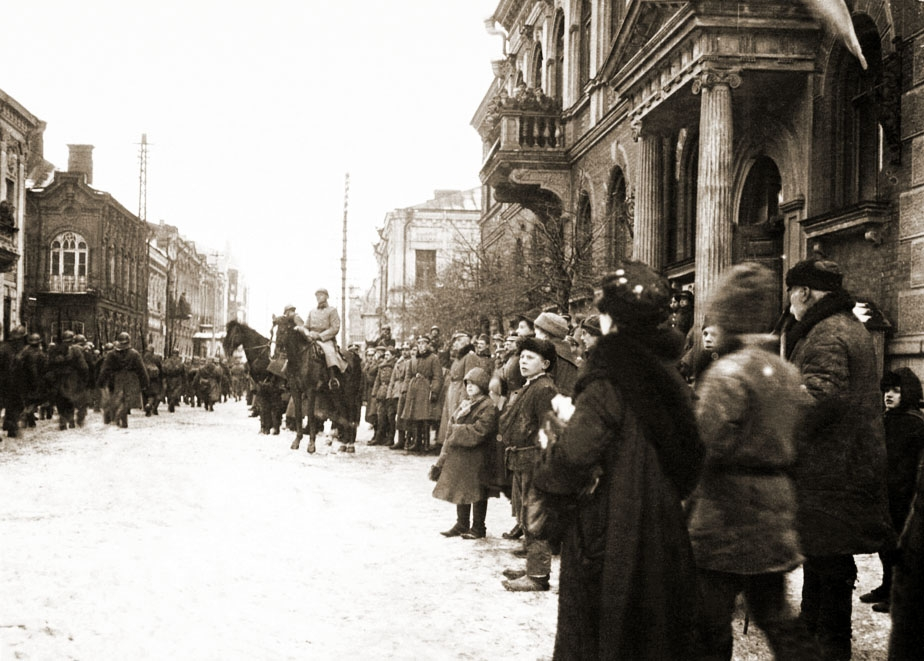
5 pp w Dyneburgu; styczeń 1920

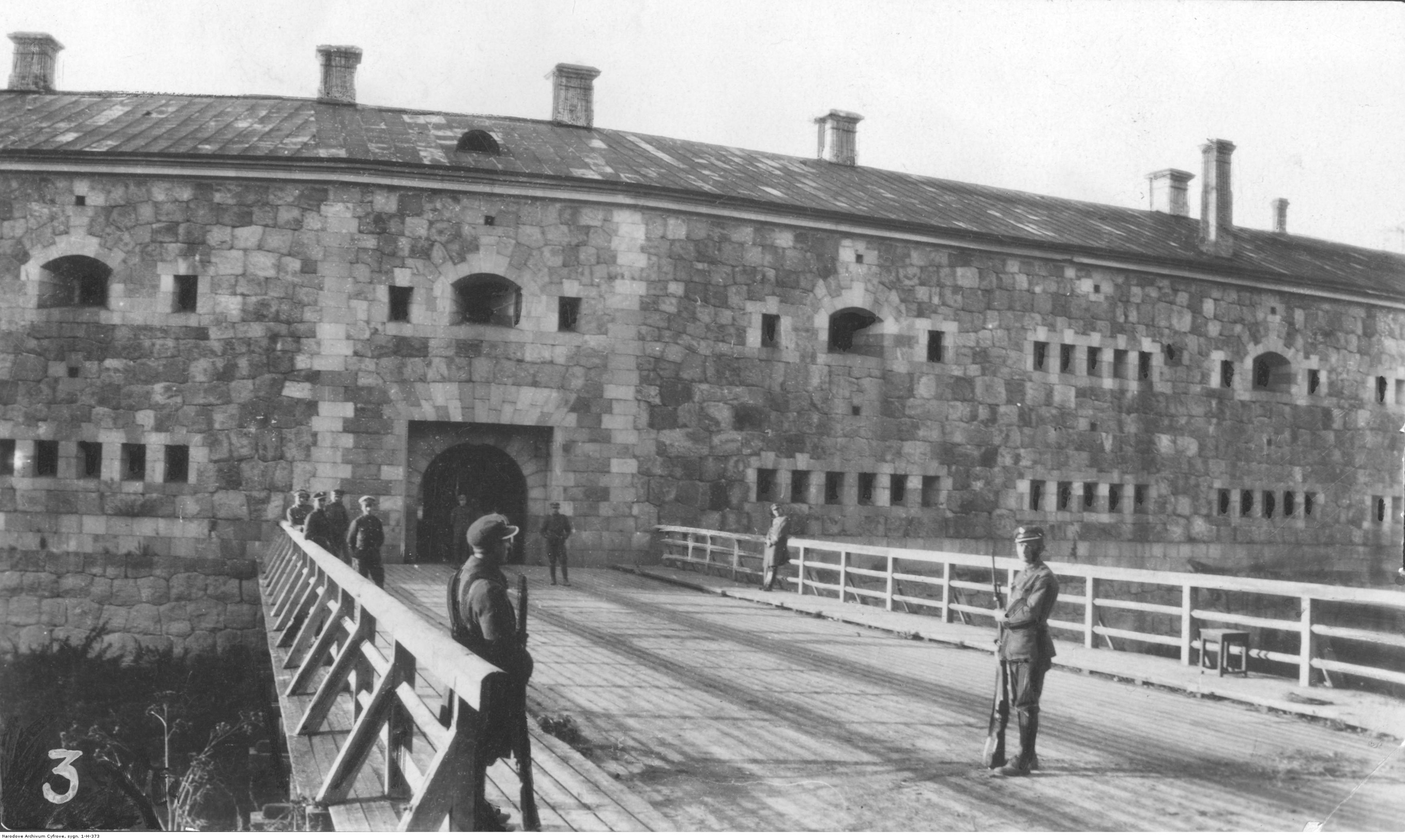
Warta polska w forcie dźwińskim po jego zdobyciu; 1920

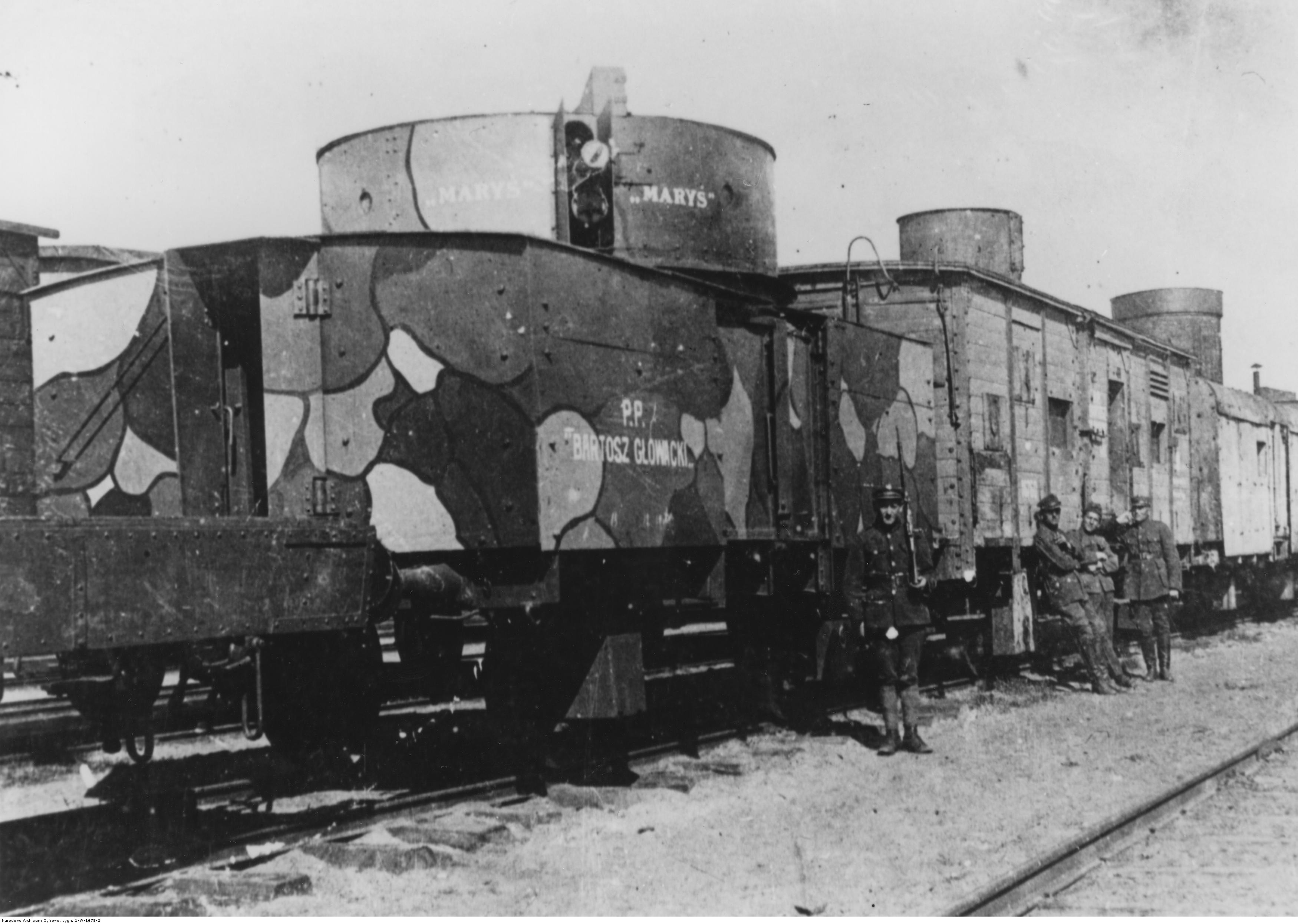
Pociąg pancerny „Bartosz Głowacki” w wojnie polsko-sowieckiej

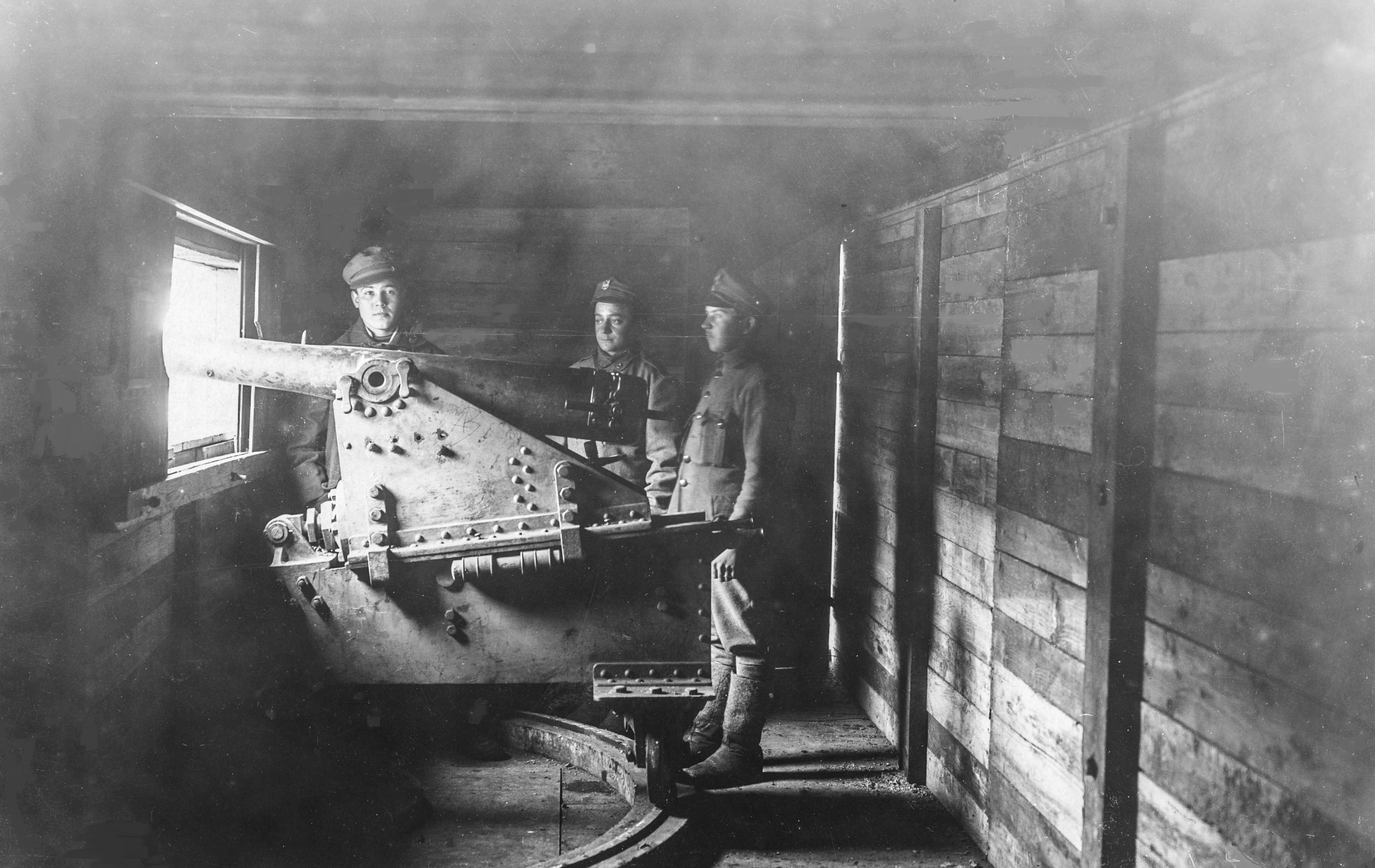
Wnętrze wagonu pociągu pancernego „Śmiały”

Z końcem sierpnia dywizja otrzymała rozkaz opanowania Dyneburga.
Do wykonania tego zadania dowódca dywizji przeznaczył grupę mjr. Bolesława Popowicza. 30 sierpnia cztery kompanie 6 pp Leg dotarły do przedmieść Dyneburga i fortu Grzywa. Przez resztę dnia odpierano kontrataki przeciwnika. Był to początek czteromiesięcznych walki o Dyneburg.
1 września wyszło silne natarcie na pozycje zajmowane przez grupę mjr. Popowicza. Dochodziło do walki wręcz. Po ciężkich walkach, dzięki pomocy Litwinów, legioniści utrzymali swoje pozycje, ale grupa mjr. Popowicza okazała się za słaba do likwidacji bolszewickiego przyczółka mostowego. Walki pozycyjne trwały do 26 września.
Celem zdobycia twierdzy, pod miasto podeszła niemal cała 1 DP Leg., wzmocniona kompanią czołgów i dwoma pociągami pancernymi. W sumie jednostki polskie ześrodkowane w rejonie Dyneburga liczyły około 7000 żołnierzy, 37 dział i 20 czołgów.
Nad ranem 27 września, sytuacja polityczna i zalecenia Ententy zmieniły radykalnie polskie plany rozegrania bitwy o Dyneburg. Głównym obiektem natarcia stał się teraz przyczółek mostowy. O 5. 40 ruszyła do natarcia I Brygada Piechoty Legionów ppłk. Michała Tokarzewskiego, wzmocniona czołgami. Te ostatnie wywołały popłoch wśród czerwonoarmistów, a legioniści opanowali nieprzyjacielskie okopy i osiągnęli brzeg Dźwiny. 3/1 pp Leg. obsadziła drewniany most, a saperzy pod sowieckim ogniem zdołali wysadzić dwa przęsła mostu.
Niepowodzeniem zakończyło się natarcie 7. i 8 kompanii 1 pp Leg. na fort Grzywa, broniący dostępu do mostu żelaznego.
Rano 27 września oddziały polskie, po artyleryjskiej nawale ogniowej, wznowiły natarcie. Celny ogień artylerii zneutralizował sowiecki pociąg pancerny.
W pierwszej linii atakowały czołgi. Utorowały one  piechurom drogę i dotarły do mostu żelaznego. Sowieci w nieładzie wycofywali się przez Dźwinę na łodziach i barkach. Przed 7.00 walka była zakończona. Przy likwidacji przyczółka dywizja straciła 268 poległych i rannych.
W grudniu Łotwa zwróciła się do Polski z prośbą o pomoc wojskową w celu usunięcia ze swego terytorium oddziałów Armii Czerwonej.
Zadanie to wykonać miała grupa gen. Śmigłego-Rydza w składzie 1. i 3. DP Leg.
Rano 3 stycznia 1920 do natarcia przeszła grupa przełamująca 1 Dywizji Piechoty w składzie 6 batalionów piechoty i 6 baterii artylerii. Po kilkugodzinnych walkach ulicznych opanowano miasto, biorąc 437 jeńców i 3 działa.
Działania na Łotwie trwały do lutego i zakończyły się sukcesem sprzymierzonych wojsk. Straty w oddziałach dywizji sięgały 50% stanu osobowego. Większość strat powodował utrzymujący się trzydziestostopniowy mróz.
W lutym dywizja odpoczywała. Jedynie 6 pułk piechoty Legionów obsadzał polsko-litewską linię demarkacyjną, po czym odszedł do Łunińca.

### Walki na Ukrainie

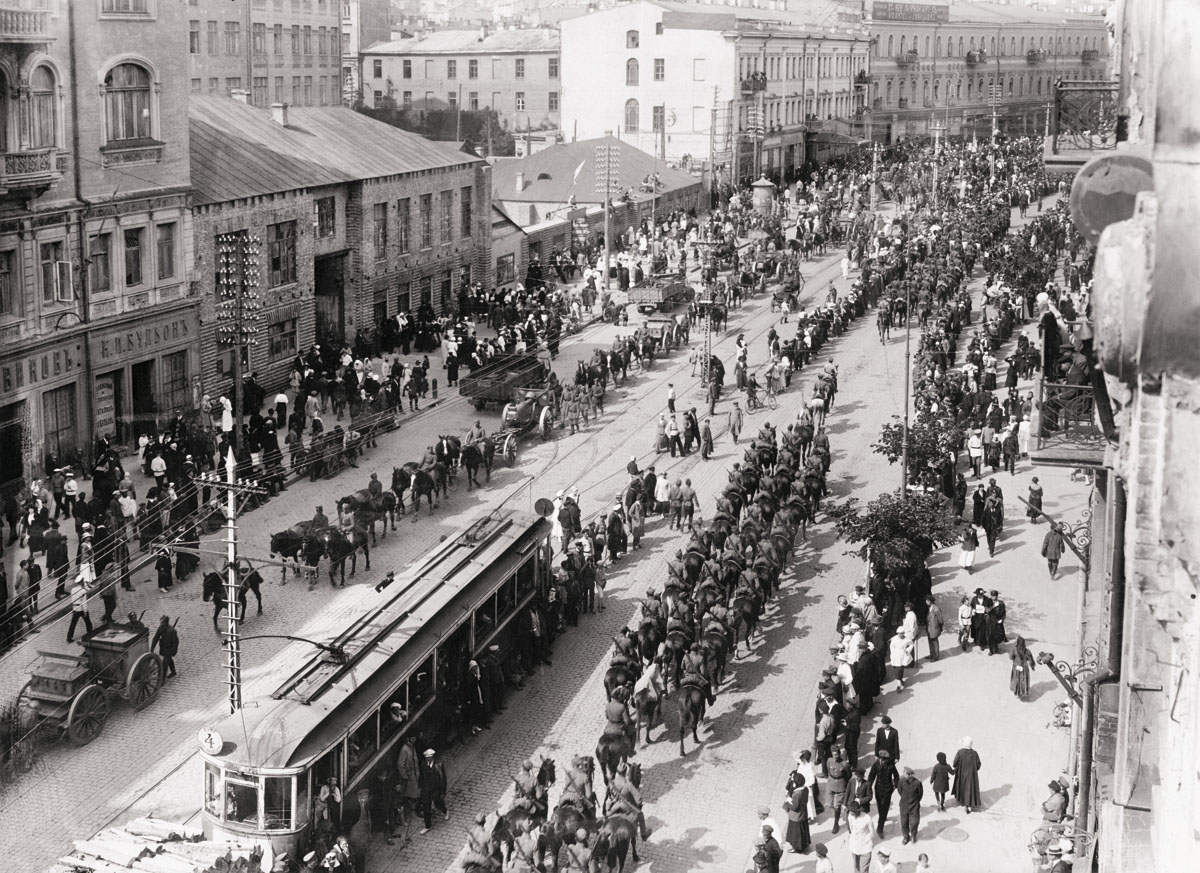
Wojsko Polskie w Kijowie; 7 maja 1920

Zima 1919/1920 na froncie polsko-sowieckim przeszła bez większych akcji bojowych. Prowadzono reorganizację wojsk. Dotychczasowe fronty zastąpiono armiami.  Wczesną wiosną Wojsko Polskie przygotowywało się do ofensywy na Ukrainie. Dywizja została przetransportowana w rejon Zwiahla.
Tu weszła w skład Grupy gen. Edwarda Rydza-Śmigłego.
25 kwietnia ruszyło natarcie dywizji. Dość szybko złamano opór oddziałów sowieckiej 17 Dywizji Kawalerii, a przetransportowany samochodami do Wilska 1 pułk piechoty Legionów wyparł z miejscowości bolszewicki 522 pułk strzelców. Nocą z 25 na 26 kwietnia pododdziały dokonały obejścia Żytomierza i rano uderzyły na miasto od północnego zachodu i wschodu. Zagrożeni okrążeniem Sowieci rozpoczęli bezładny odwrót, a 58 Dywizja Strzelców została rozbita. Grupa gen. Dąba-Biernackiego straciła 3 poległych i 48 rannych. 4 maja Grupa Operacyjna gen. Śmigłego-Rydza została przekształcona w 3 Armię.
7 maja oddziały polskie wkroczyły do Kijowa.
Dywizja walczyła nadal. 9 maja, wspólnie z 15 Wielkopolską Dywizją Piechoty, opanowała mosty na Dnieprze i zdobyła przedmoście na wschodnim brzegu rzeki. W ciągu następnych trzech dni przesunięto linię frontu o kilka kilometrów na wschód i w ten sposób uniemożliwiono rosyjskiej artylerii bezpośredni ostrzał Kijowa.
W dniach 12–13 maja oddziały dywizji zostały zluzowane przez Grupę płk. Józefa Rybaka i poszczególnymi pułkami przeszły do obrony linii Dniepru. Dokonywano też wypadów na przedni skraj i tyły wojsk rosyjskich. W drugiej połowie maja odcinek Dniepru od Brotnicz do Trypola obsadzała Grupa „Wasylków" płk. Dąba-Biernackiego.
28 maja kompania por. Antoniego Wojnara z 5 pp Leg. i 9 bateria por. Edmunda Zimmera stoczyły całodzienny bój w obronie Witaszewa. Na odcinku obrony kompanii zaatakował bolszewicki międzynarodowy pułk piechoty i oddział „czerwonych narodów". Sowiecką piechotę  wspierała flotylla dnieprzańska. Kompania przez 10 godzin samotnie odpierała ataki nieprzyjaciela.
W pierwszych dniach czerwca Grupa „Wasylków" dokonała wypadu na Olszanicę. Wypad spowodował dotkliwe straty w szeregach 44 Dywizji Strzelców, utrudnił działania Armii Konnej Budionnego i odciążył uwikłaną w walkach polską 7 Dywizję Piechoty.
Równocześnie grupa wypadowa 1 pułku piechoty Legionów, pod dowództwem kpt. Stanisława Kozickiego, współdziałając z dwoma batalionami 2 pułku strzelców podhalańskich, dokonały uderzenia z przedmościa kijowskiego na Boryspol. Opanowano miasto i utrzymano je do wieczora.
W tym czasie 6 pułk piechoty Legionów mjr. Popowicza, wspólnie z 7 Brygadą Jazdy, walczył pod Hornostajpolem przeciwko Grupie Filipa Golikowa. Grupa ta uderzyła na lewe skrzydło polskiej 3 Armii i sforsowała Dniepr. 6 czerwca sowiecka 25 Dywizja Strzelców i baszkirska brygada zaatakowały pozycje 6 pp Leg. nad Teterewem. Walki 6 pp wsparł II/1 pp Leg. por. Stefana Holinkowskiego. Por. Holinkowski natarciem nocnym uderzył na zajętą przez sowiecki 58 pułk strzelców Złodziejówkę. Legioniści zlikwidowali ubezpieczenia rosyjskie i w walce wręcz rozproszyli oddziały nieprzyjacielskie. Poległ między innymi dowódca 58 pułku strzelców, przy którym znaleziono rozkazy operacyjne Grupy Golikowa.
Odwrót wojsk polskich

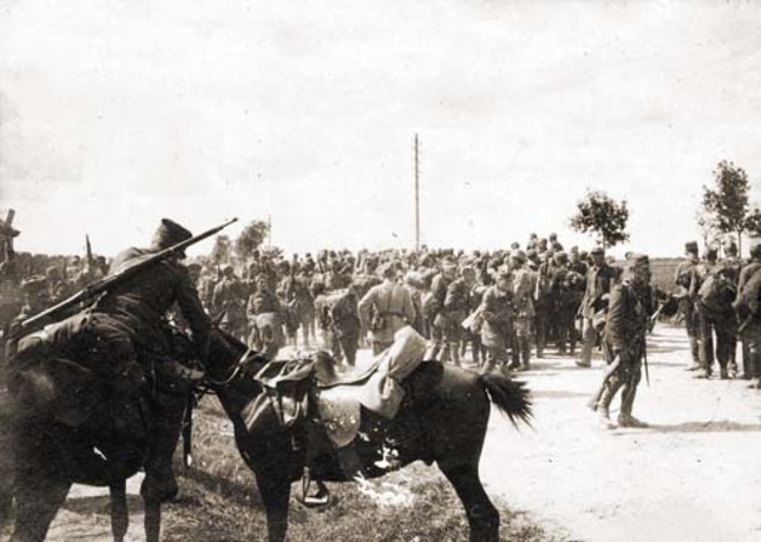
Odwrót oddziałów 3 Armii spod Kijowa; czerwiec 1920

Porażka wojsk polskich pod Hornostajpolem i przerwanie frontu przez 1 Armię Konną Budionnego zadecydowały o odwrocie wojsk polskich z Ukrainy.
Główne siły grupy Golikowa wyprzedziły kolumnę 3 Armii i zajęły stanowiska pod Borodzianką. Na czele cofającej się 3 Armii szła 1 Dywizja Piechoty Legionów, wzmocniona 3 pułkiem ułanów. Doszło do starcia. Po zaciekłej walce 1. i 5 pp Leg. opanowały most kolejowy oraz stację, a saperzy przystąpili do naprawy mostu.
O świcie 12 czerwca sowiecka piechota zaatakowała batalion 5. pp Leg. i I/1 pp Leg. Pierwszy atak odparto. Dochodziło do walki wręcz. Pod osłoną piechoty polscy saperzy naprawili most i przez Zdwiż zaczęły przeprawiać się pociągi ewakuacyjne przewożące jednostki 3 Armii.
O świcie 13 czerwca sowieci wznowili natarcie. Na Brodziankę uderzyły oddziały 7 Dywizji Strzelców i 2 Kubańsko-doński pułk kawalerii. Wsparty artylerią 1 pp Leg. bronił zaciekle swoich pozycji. Wyprowadzony przez płk. Dąba-Biernackiego kontratak odrzucił przeciwnika od Borodzianki. Po południu zamknięto przeprawę przez Zdwiż i oddziały dywizji rozpoczęły dalszy odwrót, stanowiąc ubezpieczenie tylne 3 Armii.
Bitwa pod Borodzianką umożliwiła wyjście z okrążenia wszystkim oddziałom polskim. Był to duży sukces taktyczny 1 Dywizji Piechoty. W walkach utracono około 260 poległych i rannych.
W kolejnych dniach dywizja kontynuowała walki odwrotowe. 22 czerwca pod Suchą Wolą  5. i 6 kompania 1 pp Leg. pod dowództwem por. Holinkowskiego wpadła w zasadzkę zastawioną przez sowiecki 21 pułk kawalerii. Osłaniające ich odwrót obsługi karabinów maszynowych niemal w całości zostały wyrąbane przez jazdę. Ranny por. Holinkowski popełnił samobójstwo. Z obu kompanii wróciło do pułku 164 żołnierzy, w tym 89 rannych.
Na początku lipca pod Równem dywizja wzięła udział w bitwie 2 Armii gen. Kazimierza Raszewskiego z 1 Armią Konną.
8 lipca na Równe od północnego wschodu uderzyła I Brygada Piechoty Legionów płk. Stefana Dąba-Biernackiego. Baterie artylerii 1 pap ogniem na wprost niszczyły gniazda karabinów maszynowych. Piechurzy wspólnie z artylerzystami odpierali też zaciekłe kontrataki „Budionowców”. Kontynuując natarcie nocą, brygada zdobyła miasto. W ciągu dnia odpierano bolszewickie kontrataki oddziałów 4. i 6 Dywizji Kawalerii. O zmroku 9 lipca dowódca armii gen. Raszewski, nie widząc szans rozbicia armii konnej, przerwał bitwę, a I Brygada wycofała się z miasta.
Podczas bitwy pod Beresteczkiem i Brodami 1 DP Leg osłaniała północne skrzydło 2 Armii.
W dniach 29-31 lipca walczyła nad Styrem z 14 Dywizją Kawalerii, a 2 sierpnia 1 pp Leg. stoczył pod Kniahininem zwycięski bój z 72 Brygadą Strzelców.
Z 72 BS dywizja walczyła jeszcze 8 sierpnia pod Świniuchami. Tym razem połączone natarcie 1. i 6 pp Leg. doprowadziło do rozbicia bolszewickiej brygady.

### Udział dywizji w operacji warszawskiej
Nowa koncepcja rozegrania walnej bitwy, prezentowana przez naczelnego wodza Józefa Piłsudskiego, zakładała między innymi skupienie sił armii manewrowej nad Wieprzem. 1 Dywizja Piechoty Legionów została skierowana do rejonu koncentracji wojsk Frontu Środkowego i weszła w skład 3 Armii gen. Zygmunta Zielińskiego.
16 sierpnia ruszyła ofensywa znad Wieprza. Tego dnia dywizja wykonała 50 kilometrowy marsz i osiągnęła Wisznice. Nazajutrz opanowała Białą Podlaską i Międzyrzec. 18 sierpnia dywizja ruszyła na Drohiczyn, a jej zadaniem było opanowania przepraw na Bugu. Nad ranem 19 sierpnia II batalion ppor. Edwarda Okulskiego opanował niestrzeżony most na Bugu i wdarł się do Drohiczyna. Już w pierwszych minutach boju legioniści rozbili sztaby 8. i 17 Dywizji Strzelców. Walki o Drohiczyn trwały do południa i zakończyły się odwrotem nieprzyjaciela.
Opanowanie miasta zmusiło główne siły sowieckiej 16 Armii Nikołaja Sołłohuba do zmiany kierunku odwrotu i wykorzystania drogi na Białystok.
Zadanie zablokowania ostatniej drogi odwrotu oddziałów Armii Czerwonej otrzymał 1 pułk piechoty Legionów. Wzmocniony II/ 5 pp Leg. i II/ 1 pap Leg. uderzył na Białystok i o świcie 22 sierpnia opanował miasto bronione przez 164 Brygadę Strzelców. W tym samym czasie pod miasto podeszły awangardy sowieckich 16. i 3 Armii. Na broniący miasta pułk uderzały oddziały 2. i 21 Dywizji Strzelców. Około 15.00 uderzyła „żelazna" 27 Dywizja Strzelców, przełamała obronę pułku i wtargnęła do miasta. Dzięki wprowadzeniu do walki ostatnich odwodów, zdołano wieczorem wyprzeć Sowietów z miasta.
Bitwa o Białystok zakończyła się ostatecznym pogromem 16 Armii. Na wschód zdołały przedostać się nieliczne jednostki Armii Czerwonej. Zgrupowanie kpt. Zygmunta Wendy wzięło do niewoli 8200 jeńców, zdobyło 22 działa i 147 cekaemów. Przez kilka następnych dni dywizja odpoczywała.

### Operacja niemeńska

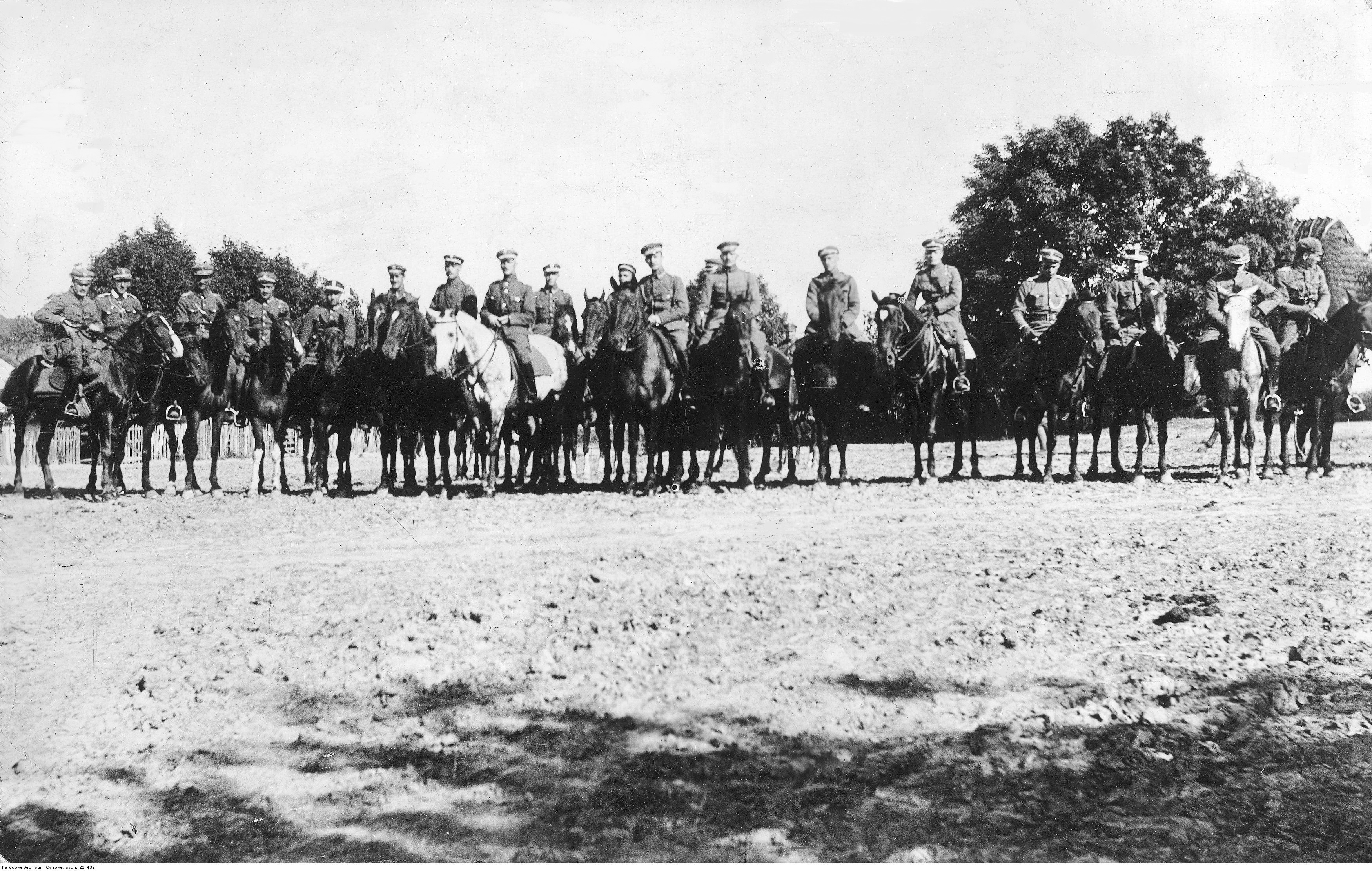
Kawaleria czasów wojny polsko-bolszewickiej

W pierwszej połowie września trwały przygotowania do kolejnej ofensywy, a Wojsko Polskie przechodziło reorganizację.
1 Dywizja Piechoty Legionów przeznaczona została do działań w składzie północnej grupy uderzeniowej. Grupa miała przeprowadzić natarcie wzdłuż osi Sejny–Druskienniki, przez skrawek terytorium Litwy, a następnie maszerować na Lidę.
W przededniu bitwy nad Niemnem 1 Dywizja Piechoty, wzmocniona 41 Suwalskim pułkiem piechoty, liczyła 5889 żołnierzy i 39 dział.
W południe 22 września dywizja ruszyła do natarcia i rozbiła w Sejnach oddziały litewskiej 20 Dywizji Piechoty. W kolejnym dniu opanowała Druskienniki, a po południu następnego dnia Marcinkańce.
25 września grupa uderzeniowa otrzymała rozkaz marszu na Lidę. Płk Stefan Dąb-Biernacki miał we współdziałaniu z 4 Brygadą Jazdy ppłk. Adama Nieniewskiego zaatakować Lidę. Do sztabu 1 Dywizji rozkaz dotarł dopiero po dwóch dniach. Zaniepokojony dowódca 4 Brygady Jazdy ppłk. Adam Nieniewski raportował: [...] miałem wyruszyć z Horodna w rejon Gierwieniki –Góry w przekonaniu, że tymczasem na Żyrmuny maszeruje 1 Dywizja Legionów. O godzinie 15.00 przybył do mnie oficerski patrol z 1 DP Leg z meldunkiem, że 1 Dywizja Legionów nie wymaszerowała z rejonu Radunia – Krakszle, lecz oczekuje na rozkazy dowództwa armii. Spóźnione oddziały piechoty forsownym marszem ruszyły w wyznaczony rejon ataku. 28 września weszły do Lidy. Zaskoczenie Sowietów było tak wielkie, że oddali oni miasto prawie bez walki. O 12.00 I Brygada Piechoty Legionów i 4 Brygada Jazdy zdobyły Lidę. Z placu boju w ostatniej chwili wycofał się Łazarewicz ze swoim sztabem. W wielkim nieładzie uciekały tabory 3 Armii.
Zanim zorganizowano obronę zachodnich przedmieść, na Lidę uderzyła idąca na czele cofającej się 3 Armii 5 Dywizja Strzelców i wdarła się do centrum miasta. Polskie baterie artylerii powstrzymywały natarcie czerwonoarmistów ogniem na wprost, a kontratak I i III batalionu 6 pp Leg. wyrzucił bolszewików z miasta. Kolejne popołudniowe ataki, tym razem 56 Dywizji Strzelców, nie uzyskały powodzenia. Trzecią próbę opanowania miasta podjęła wieczorem 21 Dywizja Strzelców. I to uderzenie zostało przez Polaków odparte. Następnego dnia oddziały 21 DS złożyły broń.
W południe 29 września do miasta przybyli: marszałek Józef Piłsudski i gen. Śmigły-Rydz. Naczelny Wódz podziękował dywizji za wysiłek i nakazał pościg za rozbitym nieprzyjacielem.
W bitwie o Lidę 1 Dywizja Piechoty Legionów wzięła do niewoli około 10 000 żołnierzy, zdobyła  ponad 30 armat i wiele innego sprzętu.

### Kalendarium działań dywizji
- działania na froncie litewsko-białoruskim (1919–1920)
  - zajęcie Wilna (19 kwietnia 1919)
  - wyzwolenie Dyneburga (3 stycznia 1920)
- ofensywa kijowska i odwrót (1920)
  - zajęcie Żytomierza (25 kwietnia)
  - zajęcie Kijowa (7-8 maja)
  - ciężkie walki odwrotowe z 1 Armią Konną pod dowództwem Siemiona Budionnego (5 czerwca – 3 sierpnia)
  - oderwanie się od przeciwnika i przejście na pozycje wyjściowe w rejon Wieprza (3–16 sierpnia)
- Bitwa Warszawska (1920)
  - błyskawiczny pościg za cofającą się Grupą Mozyrską Armii Czerwonej (w którym dywizja pokonała 56 kilometrów jednego dnia). Rozbicie sił 16 Armii RFSRR podczas Bitwy białostockiej (16–26 sierpnia)
- operacja niemeńska (1920)
  - oskrzydlenie wojsk bolszewickich w rejonie Grodna (22–26 września)
- zajęcie Wilna (1920)
  - osłona granicy z Litwą na wypadek litewskiej interwencji zbrojnej.

## Okres międzywojenny

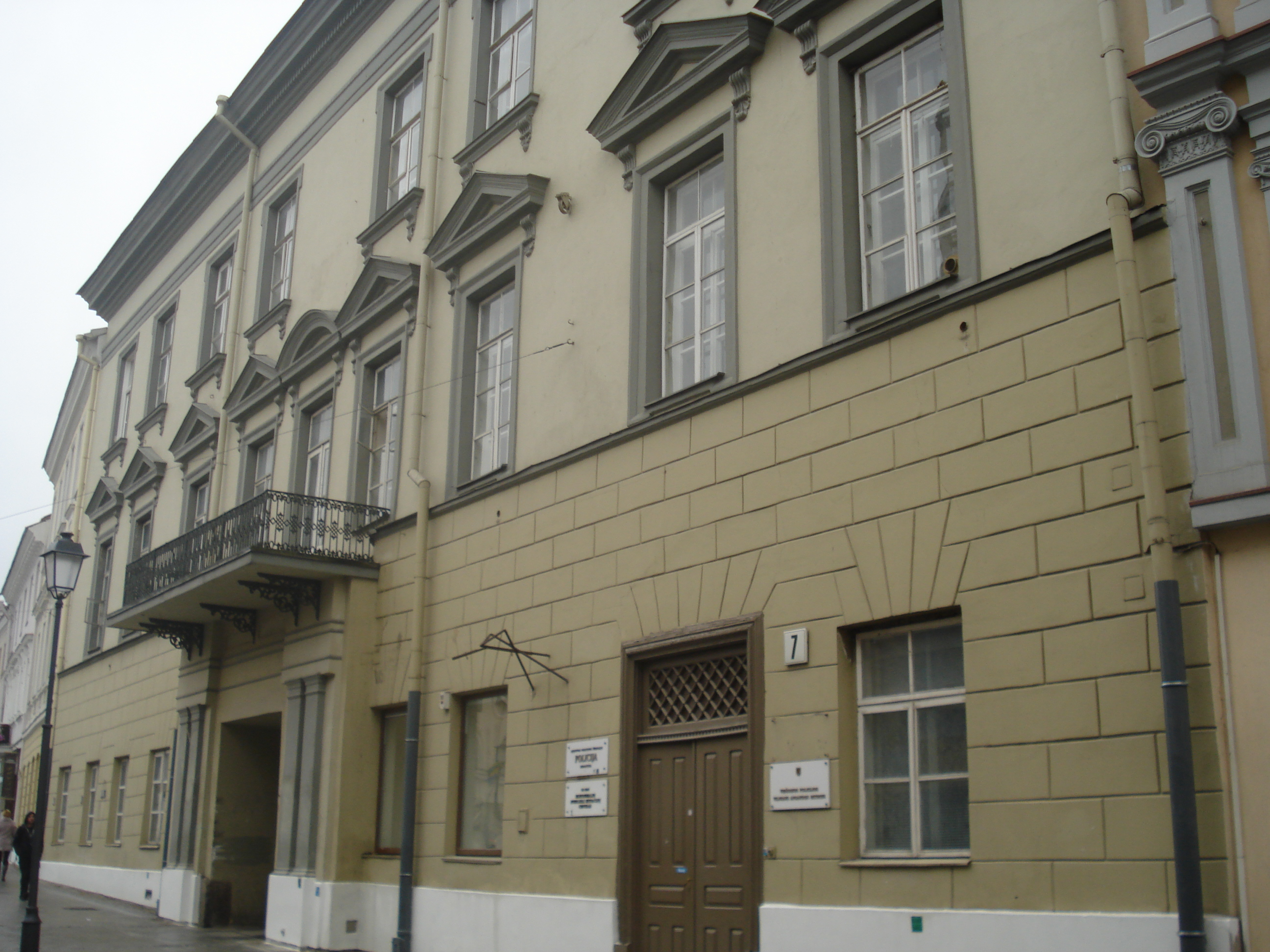
W dawnym pałacu Paców mieściło się dowództwo 1 DPLeg.

W okresie II RP dowództwo 1 DP Leg. i jej oddziały stacjonowały w Wilnie. Dowództwo dywizji mieściło się w dawnym pałacu Paców przy ulicy Wielkiej. W jej skład wchodziły: 1., 5. i 6. pułki piechoty Legionów

## Udział w kampanii wrześniowej 1939

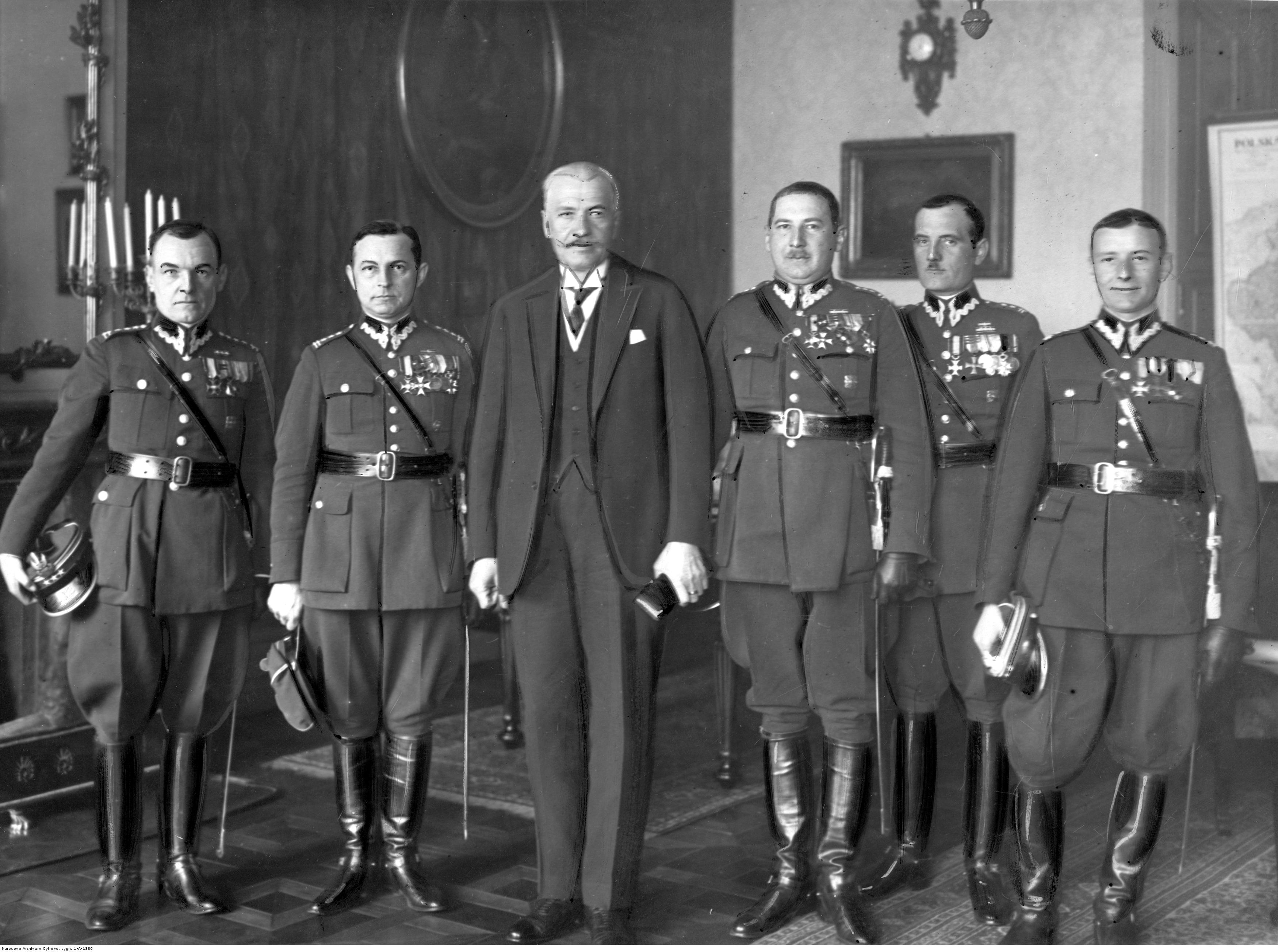
Delegacja dowódców pułków 1 DP Leg. na audiencji u prezydenta RP Ignacego Mościckiego; luty 1930

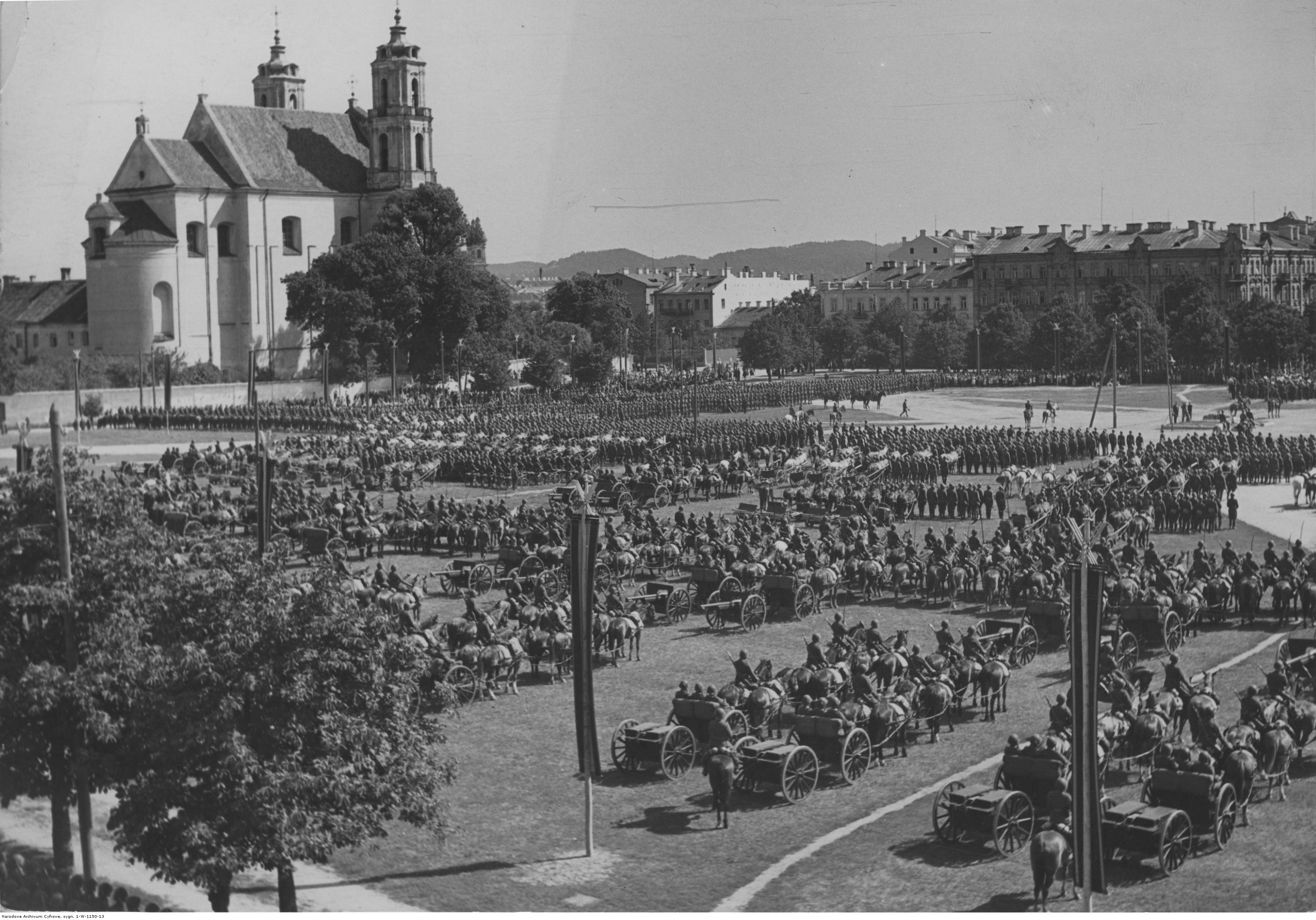
Jubileusz 25-lecia 1 DP Leg. w Wilnie – uroczystości na Placu Łukiskim; sierpień 1939

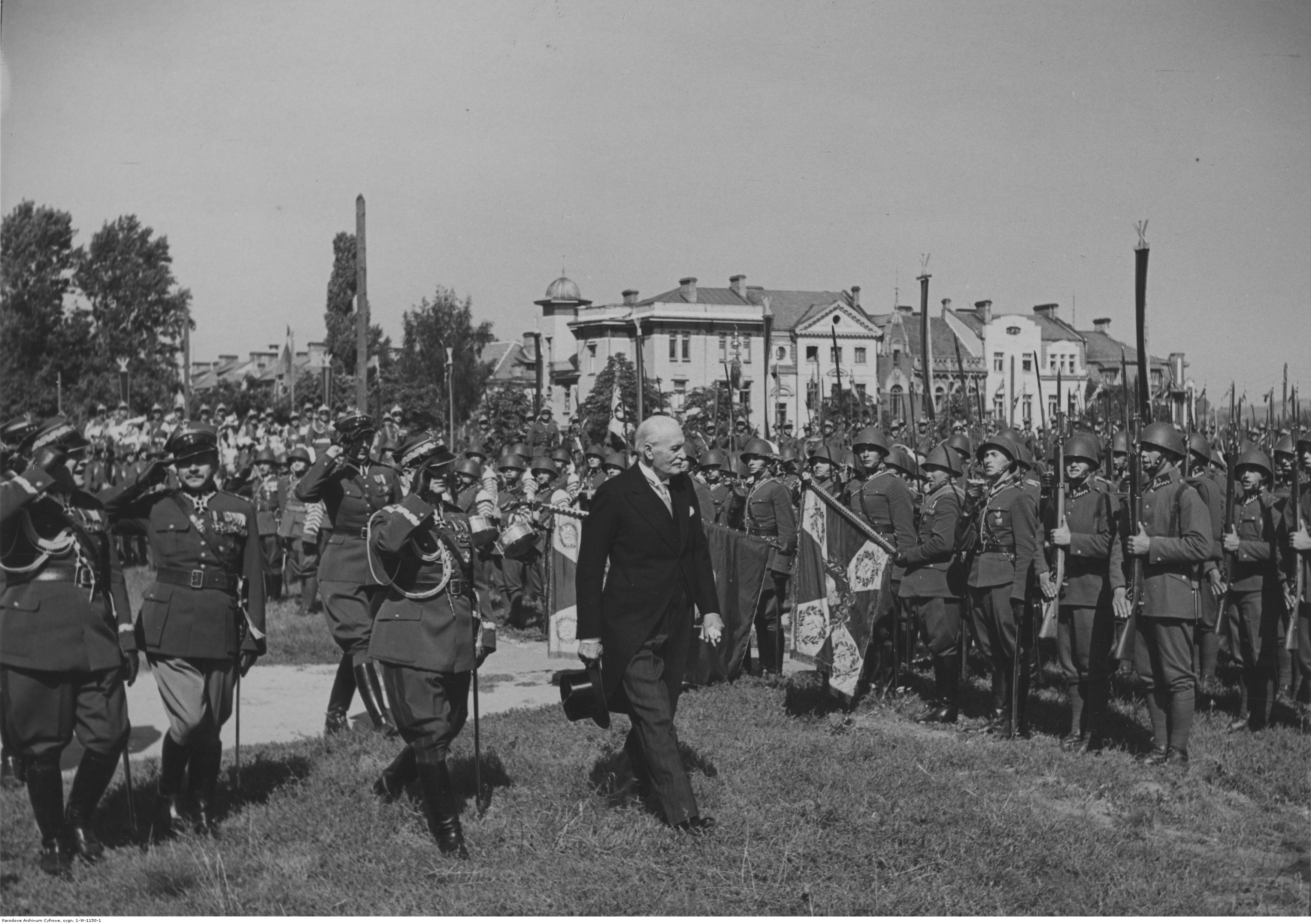
Jubileusz 25-lecia 1. DP Leg. w Wilnie – prezydent RP Ignacy Mościcki przechodzi przed pocztami sztandarowymi zgromadzonymi na Placu Łukiskim

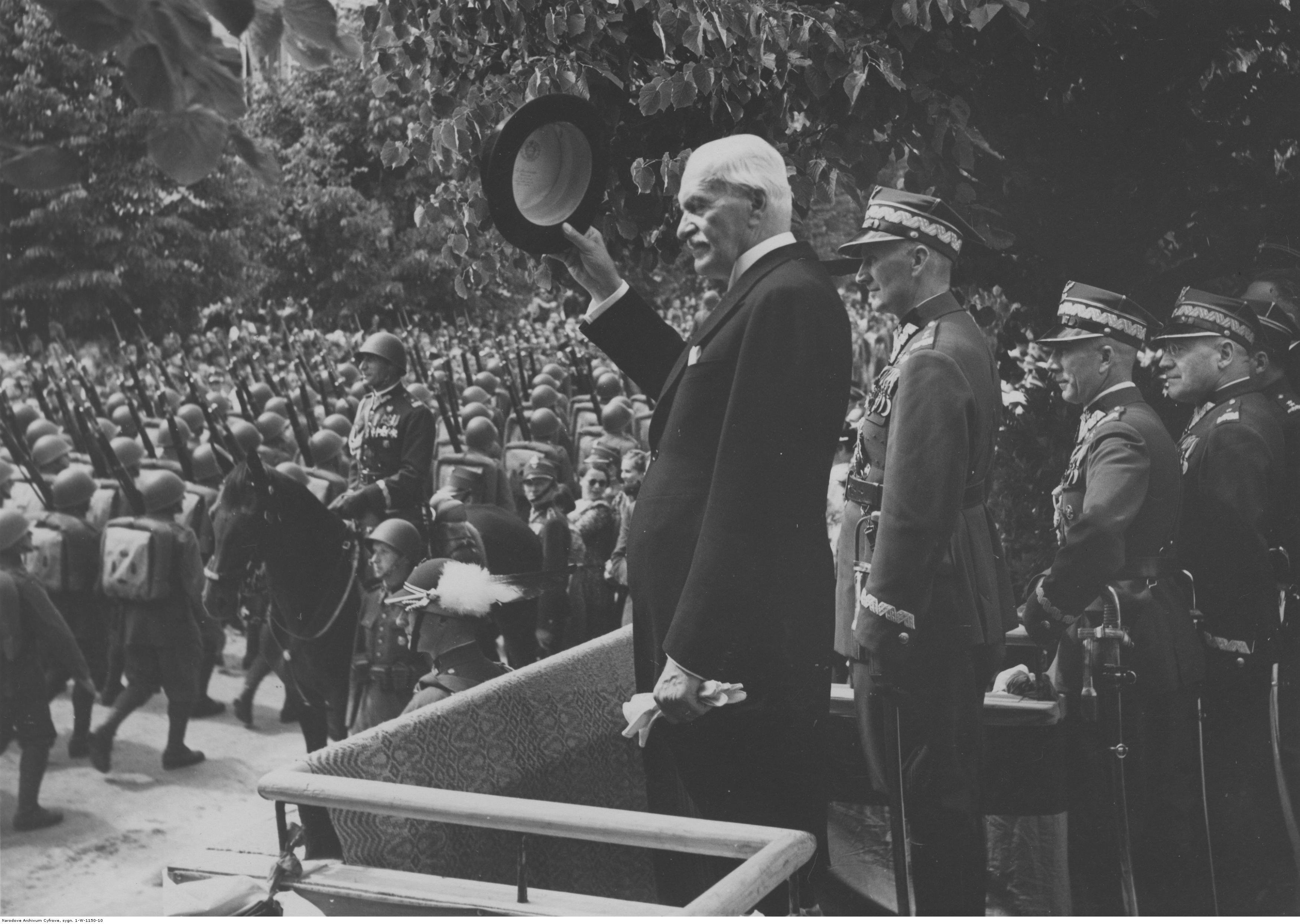
Jubileusz 25-lecia 1 DP Leg. w Wilnie – defilada – prezydent RP Ignacy Mościcki, generalicja; sierpień 1939

1 Dywizja Piechoty Legionów pod dowództwem gen. bryg. Wincentego Kowalskiego działała w składzie Grupy Operacyjnej „Wyszków”. Do 3 września miała tylko ograniczony kontakt z wrogiem. 4 września odpoczywała w lasach w rejonie Długosiodła.
Nocą z 4 na 5 września oddziały przeszły nad Narew w rejonie Różana. W czasie przemarszu stoczono z nieprzyjacielem pierwszą potyczkę. W nocy z 5 na 6 września oddziały przemaszerowały pod Pułtusk i zajęły tam stanowiska obronne.
7 września uczestniczyła w ciężkich walkach o Pułtusk i Gnojno. Miasto przechodziło z rąk do rąk. 5 pp Leg. wyparł oddziały niemieckiej 11 DP spod Szygówka, ale na odrzucenie Niemców za Narew pod Gnojnem nie starczyło już sił. Niemcy wsparci oddziałami 61 DP wyparli dywizję z miasta i zmusili do wycofania się z przyczółka za rzekę. Następnie do dywizji dotarł rozkaz do odwrotu za Bug. Pierwszy do odwrotu skierował się 5 pp Leg., a za nim reszta pododdziałów. W dniach 8–9 września broniła linii Bugu między Kamieńczykiem a Wyszkowem, gdzie skutecznie zlikwidowała kilka przyczółków niemieckich. W tym walkach wspomagały ją 98 dac i 61 pal.

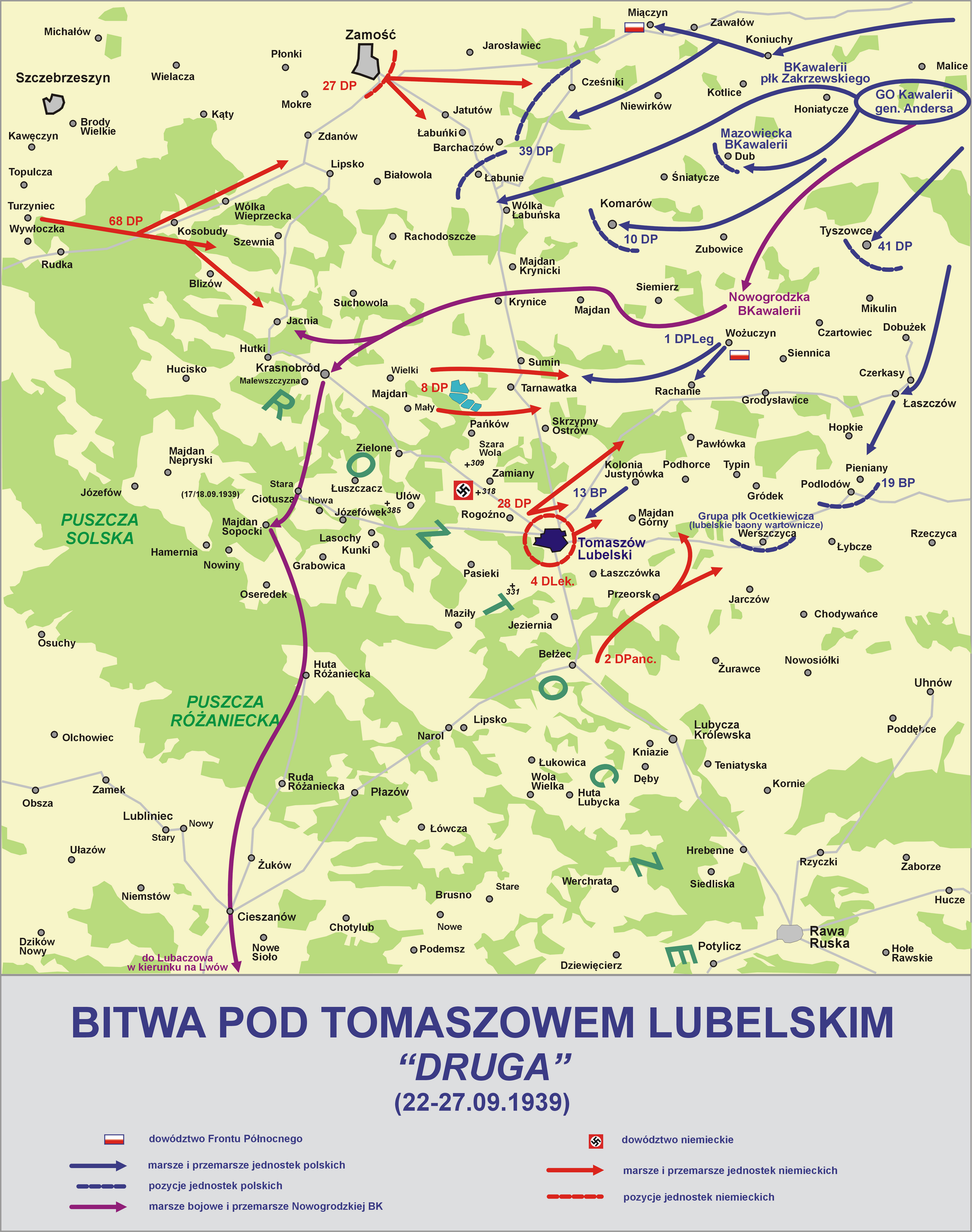

9 września kontratak jej oddziałów wyrzucił Niemców z przyczółka pod Brańszczykiem. Następnie wycofała się na Kałuszyn. 11 września brała udział w ciężkich, nocnych walkach o Kałuszyn. Wprawdzie miejscowość zajęła, ale dostała się w okrążenie. W nocy z 12 na 13 września, po ciężkich walkach, przebiła się przez pierścień wojsk niemieckich, m.in. pod Seroczynem, Lipinami, Dębowcem, Oleśnicą i Wolą Wodyńską. 13 września rano oddziały dywizji uderzyły na Seroczyn, którego jednak nie udało im się zdobyć. 1 pp Leg. zdobył wieś Lipiny, 6 pp Leg. zajął Dębowiec i w Rudzie Wolińskiej rozbił niemiecką kompanię, zaś 5 pp Leg. zdobył szturmem Oleśnicę. Pod Jagodnem Dywizja przełamała w końcu trzecią linię obrony niemieckiej, lecz została zdziesiątkowana. 14 września jako pełnowartościowa jednostka wojskowa przestała istnieć.
15 września jej oddziały zebrały się w sile zaledwie 3 batalionów i wyruszyły w ciągłym kontakcie bojowym z Niemcami do lasów na zachód od Radzynia Podlaskiego. 19 września w okolicach Marynina, zgodnie z rozkazem dowódcy Frontu Północnego gen. Stefana Dęba-Biernackiego, dywizja została zreorganizowana. Dowództwo dywizji zachował gen. Wincenty Kowalski, dowódcą piechoty dywizyjnej został płk Stanisław Tatar, dowódcą artylerii ppłk Stefan Czerwiński, a ppłk Czesław Parczyński szefem sztabu.
W jej skład weszły następujące oddziały:
- 1 pp Leg. pod dowództwem ppłk. Jana Kasztelowicza, sformowany z dawnych 1., 5. i 6 pp Leg.,
- 8 pp Leg. pod dowództwem ppłk. Antoniego Cebulskiego, złożony z I i II batalionu tegoż pułku oraz zbiorczego batalionu 7 pp Leg. i zbiorczego batalionu 9 pp Leg.,
- 1 pal pod dowództwem ppłk. Mieczysława Podlewskiego:
  - II/1 pal
  - bateria 1 dac
  - zbiorczy dywizjon 3 pal mjr. Mieczysława Kułakowskiego.

Łącznie „nowa” 1 DP Leg. liczyła siedem batalionów piechoty (około 6 tys. żołnierzy) i 14 dział.
Następnie włączono ją w skład improwizowanej Grupy Operacyjnej pod dowództwem gen. Stefana Dąba-Biernackiego. 19–20 wrześniaoddziały  przemieszczały się w kierunku Komarów – Tomaszów Lubelski. 21 września straż przednia stoczyła zwycięską walkę z niemieckim oddziałem pancernym. W nocy z 21 na 22 września resztki dywizji wyruszyły w trzech kolumnach z zadaniem opanowania rejonu Tarnawatka – Antoniówka. 22 września w ciężkich walkach zajęły Falków i odrzuciły siły niemieckiej 8 DP, jednakże na skutek niemieckiego kontrnatarcia, 23 września zostały ostatecznie rozbite.
Część dywizji wycofała się do Wożuczyna i pod Krasnobrodem dołączyła do 39 Dywizji Piechoty. Resztki przedzierały się na południe lub dołączyły do SGO „Polesie” gen. bryg. Franciszka Kleeberga.
Twarda postawa 1 DP Leg., zaprezentowana podczas kampanii wrześniowej, wzbudziła szacunek Niemców, którzy określali ją mianem „żelaznej dywizji”.
Ośrodek Zapasowy dywizji znajdował się w Wilnie. Po agresji sowieckiej wystawił do obrony miasta 3 baony piechoty. Obsadziły one wschodni skraj miasta, łącznie ze spieszonymi oddziałami OZ Wileńskiej Brygady Kawalerii. Po walkach 18 września baony wycofały się w stronę granicy z Litwą i 20 września w Mejszagole przekroczyły granicę.

### Organizacja wojenna dywizji we wrześniu 1939
- Kwatera Główna 1 Dywizji Piechoty
- 1 pułk piechoty Legionów
- 5 pułk piechoty Legionów
- 6 pułk piechoty Legionów
- 1 pułk artylerii lekkiej Legionów
- 1 dywizjon artylerii ciężkiej
- 1 batalion saperów

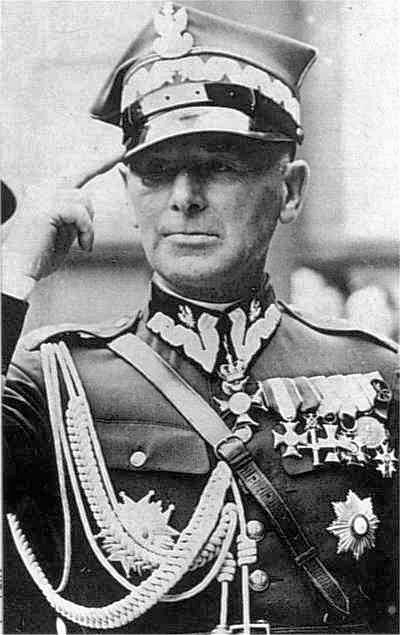
Pierwszy dowódca 1 DP Leg. Edward Rydz-Śmigły

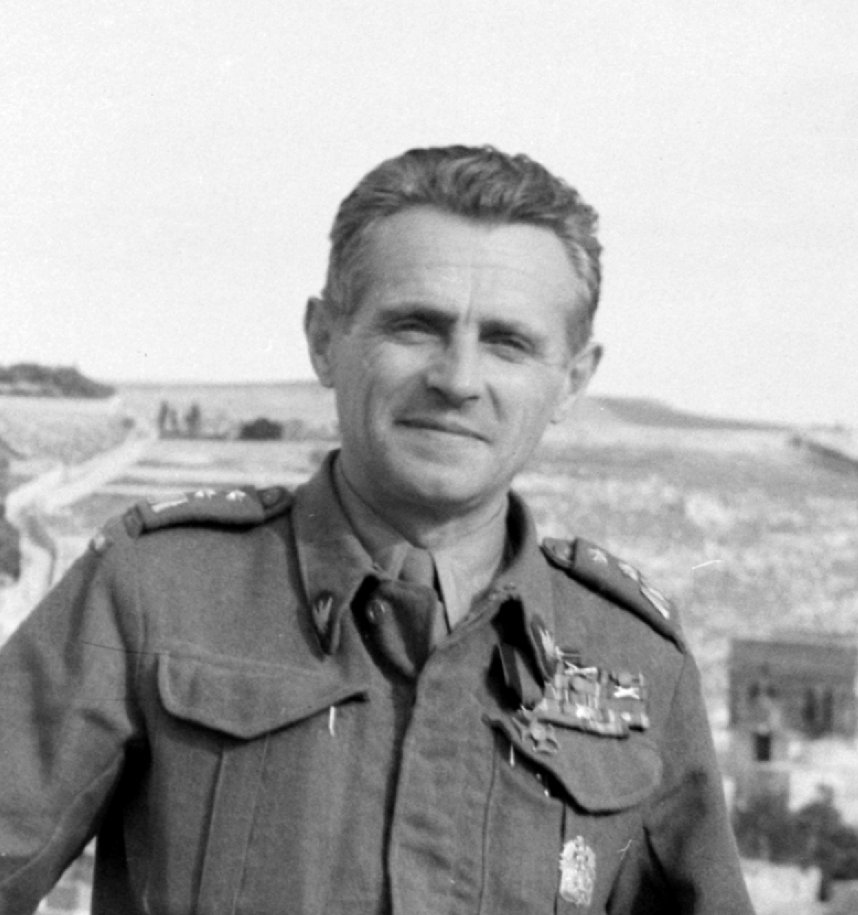
Michał Karaszewicz-Tokarzewski, w czasie tzw. wyprawy wileńskiej faktyczny dowódca 1 DP Leg. od 21 lutego 1919

- szwadron kawalerii dywizyjnej nr 1
- bateria artylerii przeciwlotniczej motorowa typ A nr 1 – por. Stefan Osostowicz
- samodzielna kompania km i broni towarzyszących nr 31 – por. Stanisław Kasprzyk
- kompania kolarzy nr 31 – por. Jerzy Klemens Niemcewicz
- kompania telefoniczna 1 DP Leg.
- pluton łączności KG 1 DP Leg.
- pluton radio 1 DP Leg.
- drużyna parkowa łączności 1 DP Leg.
- pluton taborowy nr 1
- pluton pieszy żandarmerii nr 1 – ppor. rez. żand. Adam Jan Felczyński
- park intendentury nr 301

### Obsada personalna Kwatery Głównej
| Organizacja wojenna Kwatery Głównej 1 DP Leg. L.3181/mob.org. i jej obsada oficerska | Organizacja wojenna Kwatery Głównej 1 DP Leg. L.3181/mob.org. i jej obsada oficerska | Organizacja wojenna Kwatery Głównej 1 DP Leg. L.3181/mob.org. i jej obsada oficerska |
| Stanowisko etatowe                                                                   | Stopień, imię i nazwisko                                                             | Uwagi                                                                                |
| Dowódca i sztab                                                                      | Dowódca i sztab                                                                      | Dowódca i sztab                                                                      |
| ------------------------------------------------------------------------------------ | ------------------------------------------------------------------------------------ | ------------------------------------------------------------------------------------ |
| dowódca dywizji                                                                      | gen. bryg. Wincenty Kowalski                                                         | niemiecka niewola                                                                    |
| oficer ordynansowy                                                                   | NN                                                                                   |                                                                                      |
| szef sztabu                                                                          | ppłk dypl. piech. Czesław Parczyński                                                 | 22 IX 1939 ciężko ranny, †1940 Charków                                               |
| szef sztabu                                                                          | ppłk dypl. piech. Franciszek Florian Wąsowicz                                        | od 22 IX 1939                                                                        |
| oficer operacyjny                                                                    | kpt. dypl. piech. Henryk Pohoski                                                     | ZWZ/AK                                                                               |
| pomocnik oficera operacyjnego                                                        | por. piech. Bolesław Skinder (1 pp Leg.)                                             | 14 IX 1939 zaginiony                                                                 |
| oficer wywiadowczy                                                                   | kpt. piech. Edward Mazurkiewicz                                                      |                                                                                      |
| oficer wywiadowczy                                                                   | kpt. Stefan Gutkowski                                                                |                                                                                      |
| kwatermistrz                                                                         | kpt. dypl. piech. Henryk Orłowski                                                    | †1940 Kalinin                                                                        |
| pomocnik kwatermistrza                                                               | kpt. piech. Wacław II Zaborowski                                                     | †13/25 IX 1939 Siedlce                                                               |
| Dowódcy broni                                                                        |                                                                                      |                                                                                      |
| dowódca piechoty dywizyjnej                                                          | płk art. Władysław Filipkowski                                                       | ZWZ/AK                                                                               |
| oficer sztabu dowódcy piechoty dywizyjnej                                            | mjr piech. Ludwik Marian Lubicz-Niezabitowski                                        | niemiecka niewola                                                                    |
| dowódca artylerii dywizyjnej                                                         | ppłk dypl. art. Stefan Czerwiński                                                    | ZWZ/AK                                                                               |
| oficer sztabu dowódcy artylerii dywizyjnej                                           | mjr art. Adam Zemanek                                                                | †1940 Charków                                                                        |
| oficer sztabu dowódcy artylerii dywizyjnej                                           | kpt. art. Ryszard Grabiański                                                         | †17 II 1944, mjr 2 pal                                                               |
| oficer sztabu dowódcy artylerii dywizyjnej                                           | por. Władysław Roszkowski                                                            |                                                                                      |
| oficer sztabu dowódcy artylerii dywizyjnej                                           | por. Jerzy Małachowski                                                               |                                                                                      |
| oficer sztabu dowódcy artylerii dywizyjnej                                           | por. Zajkowski                                                                       |                                                                                      |
| dowódca łączności                                                                    | mjr łącz. Zygmunt Ireneusz Gordon                                                    |                                                                                      |
| Szefowie służb                                                                       |                                                                                      |                                                                                      |
| szef służby uzbrojenia                                                               | kpt. uzbr. Eugeniusz Mikołaj Burakowski                                              | niemiecka niewola                                                                    |
| szef służby intendentury                                                             | kpt. int. z wsw Felicjan Wiśniewski                                                  | niemiecka niewola                                                                    |
| szef służby zdrowia                                                                  | mjr lek. dr Czesław Raczkowski                                                       | †1940 Charków                                                                        |
| szef służby weterynaryjnej                                                           | mjr lek. wet. dr Józef Lange                                                         |                                                                                      |
| dowódca (szef służby) taborów                                                        | kpt. tab. Michał Rusacz                                                              |                                                                                      |
| szef służby duszpasterskiej                                                          | st. kap. ks. Franciszek Tyczkowski                                                   | sowiecka niewola                                                                     |

## Obsada personalna dowództwa dywizji
Dowódcy dywizji
- gen. ppor. Edward Śmigły-Rydz (od 20 II 1919)
- ppłk Michał Karaszewicz-Tokarzewski (p.o. II – VI 1919)
- płk Juliusz Rómmel (p.o. VI – VII 1920)
- gen. bryg. Stefan Dąb-Biernacki (VII 1920- 11 IX 1926)
- płk Bolesław Popowicz (IX 1926 – III 1928)
- płk piech. / gen. bryg. Jan Kazimierz Kruszewski (19 III 1928 – 16 X 1930)
- gen. bryg. Stanisław Skwarczyński (X 1930 – I 1938)
- gen. bryg. Wincenty Kowalski (II 1938 – IX 1939)

Dowódcy piechoty dywizyjnej
- płk piech. Bolesław Popowicz (III 1921 – IX 1926 → dowódca 1 DP Leg.)
- płk piech. Jan Kazimierz Kruszewski (IX 1926 – 19 III 1928 → dowódca 1 DP Leg.)
- płk piech. Michał Pakosz (19 III 1928 – II 1929 → pomocnik dowódcy Obszaru Warownego „Wilno”)
- płk dypl. Wacław Stachiewicz (II 1929 – XII 1933 → dowódca 7 DP)
- płk dypl. Zdzisław Przyjałkowski (XII 1933 – VIII 1937 → dowódca 15 DP)
- płk dypl. Jarosław Szafran (1937 – VIII 1939 → dowódca 35 DP)
- płk art. Władysław Filipkowski (IX 1939)

II dowódcy piechoty dywizyjnej
- płk dypl. Zygmunt Szyszko-Bohusz (VIII 1938 – VIII 1939 → dowódca piechoty dywizyjnej 16 DP)

Szefowie sztabu
- kpt. Karol Piórecki (VI – XII 1920)
- kpt. SG Tadeusz Leon Sheybal (do VII 1921 → szef sztabu 2 DP Leg[53].)
- kpt. Henryk Reichman (p.o. od VII 1921[53])
- mjr SG Leon Koc (od X 1921)
- kpt. SG Jan Radoliński (15 X – 10 XI 1924)
- mjr SG Leon Koc (od 10 XI 1924[54])
- ppłk SG Mieczysław Rawicz-Mysłowski (X 1925 – I 1926)
- mjr SG Adam Świtalski (I 1926 – 31 X 1927 → szef Oddziału Wyszkolenia DOK I[55])
- mjr dypl. piech. Gwido Langer (31 X 1927[55] – I 1930)
- mjr / ppłk dypl. piech. Michał Białkowski (15 IX 1929[56] – 23 X 1931 → zastępca dowódcy 5 pp Leg.[57])
- mjr dypl. piech. Bogdan Szeligowski (23 X 1931[57] – I 1936 → zastępca dowódcy 5 pp Leg.)
- mjr dypl. piech. Bronisław Chruściel (1 XII 1936 – 4 X 1937)
- ppłk dypl. piech. Czesław Parczyński (do 22 IX 1939)

Oficerowie
- mjr łącz. Stanisław Rausz (dowódca łączności dywizji, X 1932 –)

### Obsada personalna w marcu 1939
Ostatnia „pokojowa” obsada personalna dowództwa dywizji
| Stanowisko                     | Stopień, imię i nazwisko            |
| ------------------------------ | ----------------------------------- |
| dowódca dywizji                | gen. bryg. Wincenty Kowalski        |
| I dowódca piechoty dywizyjnej  | płk dypl. Jarosław Szafran          |
| II dowódca piechoty dywizyjnej | płk dypl. Zygmunt Bohusz-Szyszko    |
| szef sztabu                    | ppłk dypl. Czesław Parczyński       |
| I oficer sztabu                | kpt. dypl. Marian Bronisław Tonn    |
| I oficer sztabu (dubler)       | kpt. dypl. Henryk Orłowski          |
| II oficer sztabu               | kpt. piech. Wacław II Zaborowski    |
| komendant rejonu PW konnego    | mjr kaw. Bronisław Kulik            |
| dowódca łączności              | mjr łącz. Zygmunt Ireneusz Gordon   |
| oficer taborowy                | kpt. tab. Lubomir Feliks Obidziński |
| oficer intendentury            | kpt. int. z wsw Felicjan Wiśniewski |

### Żołnierze Dywizji (w tym OZ) – ofiary zbrodni katyńskiej
Biogramy zamordowanych znajdują się na stronie internetowej Muzeum Katyńskiego
| Nazwisko i imię     | stopień              | zawód             | miejsce pracy przed mobilizacją | zamordowany |
| ------------------- | -------------------- | ----------------- | ------------------------------- | ----------- |
| Juzielewski Stefanr | porucznik rezerwy    | urzędnik          |                                 | Charków     |
| Welfeld Tadeusz     | porucznik rezerwy    |                   |                                 | Charków     |
| Osoliński Władysław | podporucznik rezerwy |                   |                                 | Charków     |
| Parczyński Czesław  | podpułkownik dypl.   | żołnierz zawodowy |                                 | Charków     |
| Raczkowski Czesław  | major dr n. med.     | żołnierz zawodowy |                                 | Charków     |
| Zemanek Adam        | major                | żołnierz zawodowy |                                 | Charków     |
| Orłowski Henryk     | kapitan dyplomowany  | żołnierz zawodowy |                                 | Kalinin     |

## Tradycje
W 1919 roku została sformowana 2 Dywizja Piechoty Legionów, złożona częściowo z żołnierzy dawnej I Brygady Legionów Polskich. 23 maja 1919 roku została przemianowana na 1 Dywizję Piechoty Legionów. W skład dywizji wchodziła I i III Brygada Piechoty Legionów oraz I Brygada Artylerii Legionów. Od 14 czerwca 1919, roku dla uniknięcia pomyłek, przy określaniu 1 bądź 2 Dywizji Piechoty Legionów obok nazwy dywizji należało podawać w nawiasie nazwisko dowódcy, np. 1 Dywizja Piechoty Legionów (gen. Śmigły).
Tradycje 1 DP Leg. sięgają Dywizji Wielkopolskiej utworzonej w 1775 roku i niemal w tym samym czasie – 1 Dywizji wojsk Wielkiego Księstwa Litewskiego. Dywizje te istniały do 1794 roku, czyli do czasu utraty niepodległości Państwa Polskiego, jako Rzeczypospolitej Obojga Narodów. Zapisały chlubną kartę podczas wojny w obronie Konstytucji 3 maja, m.in. w bitwie pod Zieleńcami w 1792 roku. W trakcie insurekcji kościuszkowskiej istniała z kolei Dywizja Najwyższego Naczelnika, która uczestniczyła m.in. w bitwie pod Racławicami.
1 Dywizja odrodziła się wraz z utworzeniem Księstwa Warszawskiego (1807–1813). Brała udział w wyprawie Napoleona na Rosję, uczestnicząc w bitwach z Rosjanami pod Borodino i pod Lipskiem.
Następnie dywizja odrodziła się w 1816 roku jako jednostka wojskowa armii Królestwa Polskiego. Brała udział w powstaniu listopadowym (1830–1831), walcząc m.in. w obronie Warszawy przeciwko wojskom rosyjskim. Po klęsce powstania i likwidacji regularnego Wojska Polskiego 1 Dywizję przywrócono do życia dopiero po 83 latach, na początku I wojny światowej w 1914 roku jako I Brygadę Legionów Polskich (1914–1917).